# Antoni Waga

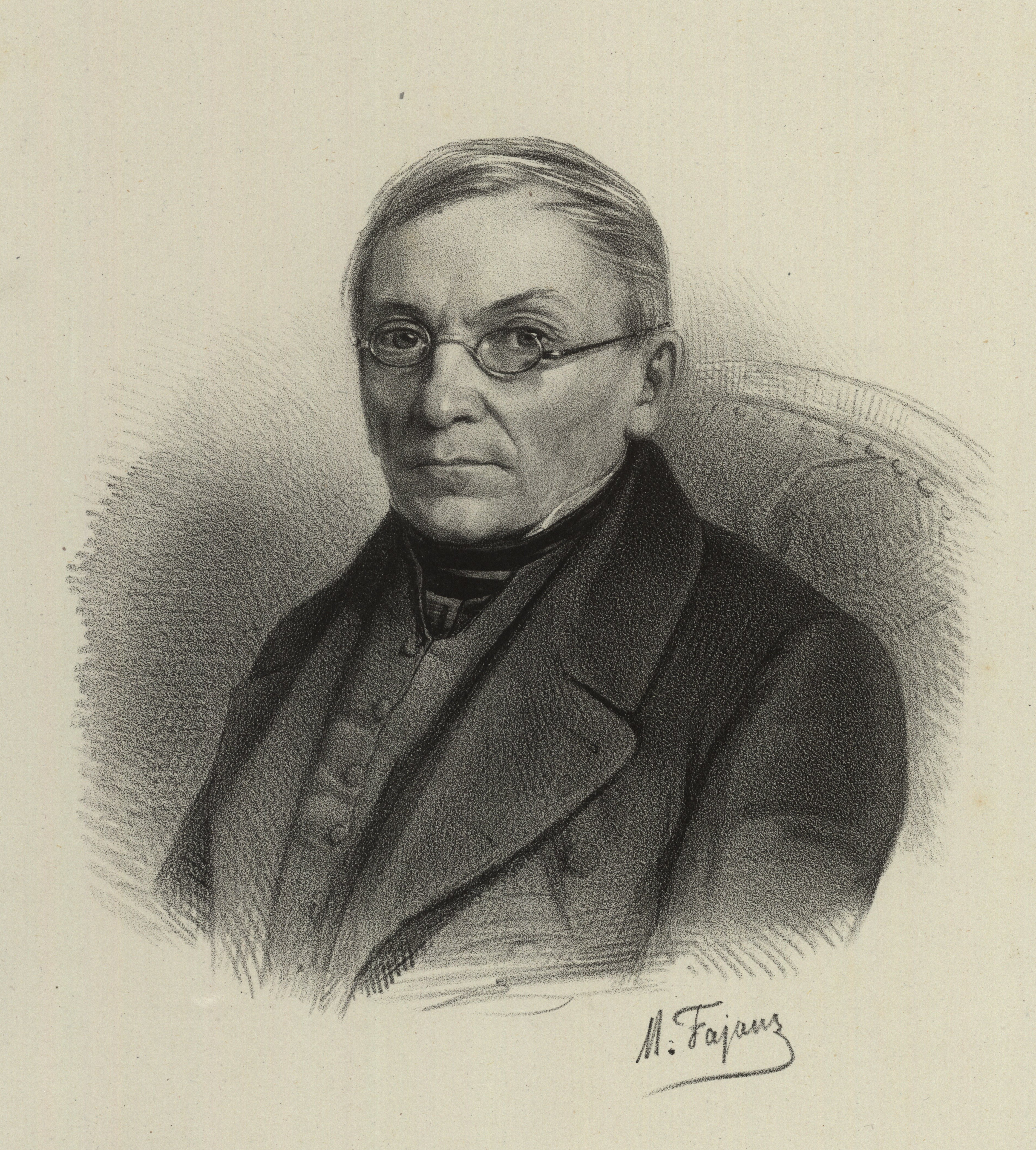
Antoni Waga, rysunek Maksymiliana Fajansa z 1857 roku

Antoni Stanisław Florian Waga, krypt.: A. W. (ur. 8 maja 1799 w Grabowie, zm. 23 listopada 1890 w Warszawie) – polski zoolog, pisarz i poeta, krytyk literacki, przyrodnik, pedagog i pijar.

## Życiorys
Urodzony w Grabowie koło Kolna, jako syn Bernarda i Agaty z Gutowskich. Brat Jakuba Ignacego Wagi. Edukację rozpoczął u warszawskich pijarów i w Liceum warszawskim, gdzie kształcił się do roku 1817. Przez ponad 30 lat (1818–1849) pracował w warszawskich (wojewódzkich) szkołach średnich pijarskich jako nauczyciel języka polskiego, przyrody i historii naturalnej, ucząc m.in. Norwida. W latach 1820–1823 uzyskał stypendium rządowe na uniwersytecie w Berlinie (nauki przyrodnicze), w Muzeum Zoologicznym, Lipsku i Królewcu. Specjalizował się tam również w ornitologii. Po powrocie do kraju (1823) podjął studia na Królewskim Uniwersytecie Warszawskim (wydział filozoficzny). Trzy lata później (1826) był już profesorem Liceum Warszawskiego, a następnie Instytutu Pedagogicznego (1829) oraz Gimnazjum Warszawskiego na Lesznie (1832). W tym okresie często bywał w warszawskich salonach literackich.
Członek honorowy Towarzystwa Rolniczego w Królestwie Polskim w 1858 roku.
W trakcie licznych podróży naukowych dotarł m.in. do Egiptu, Nubii i Syrii (1862–1864 – z Aleksandrem i Konstantym Branickimi, Franciszkiem K. Nowakowskim, Władysławem Taczanowskim oraz 1880–1881), na Półwysep Iberyjski i do Algierii (1866–1867 – z Aleksandrem i Konstantym Branickimi oraz Władysławem Taczanowskim) i do Sudanu (1866–1867). Zmarł w podeszłym wieku (91 lat), 23 listopada 1890 w Warszawie.
Po przejściu na emeryturę poświęcił się prowadzeniu badań ornitologicznych i entomologicznych. Przedmiotem swoich badań i obserwacji uczynił polską faunę, w szczególności owady, pająki i wije. Był pierwszym entomologiem w Polsce, który wprowadzał metody walki biologicznej ze szkodnikami roślin. W zakresie swojej pracy naukowej zajmował się rybactwem, ornitologią oraz teriologią.

## Twórczość
Był autorem wielu publikacji naukowych i popularyzatorskich. Przez niemal pół wieku (1841–1890) był członkiem redakcji i redaktorem działu nauk przyrodniczych w miesięczniku Biblioteka Warszawska. Oprócz wielu rozpraw i dzieł przyrodniczych (zwłaszcza entomologicznych) wydał m.in.: Rozprawa o naukach przyrodzonych, a w szczególności o historii naturalnej... (1819), O zwierzętach przez poetów i malarzy zmyślonych (1819), O błędach przeciwko naukom przyrodzonym w dziełach rymotwórców naszych (1836). Wydał i opracował Myślistwo ptasze... Mateusza Cygańskiego (1841). Publikował też utwory literackie tłumacząc Vireya Historia obyczajów i zmysłowości zwierząt (2 tomy, 1844) i Henri Milne-Edwardsa Zoologia. Położył duże zasługi w organizacji życia naukowego w Polsce, zwłaszcza w Warszawie.

### Ważniejsze utwory i dzieła
1. Wielmożnemu IMci Księdzu Janowi Bystrzyckiemu... w dzień imienia 24 czerwca 1817 roku najobowiązańszy uczeń ofiaruje, brak miejsca wydania 1817 (wiersz)
2. Rozprawa o naukach przyrodzonych, a w szczególności o historii naturalnej..., Warszawa 1819[4]
3. O zwierzętach przez poetów i malarzy zmyślonych, „Pamiętnik Naukowy” 1819; „Pamiętnik Warszawski” t. 15 (1819), s. 3 i następne, 137 i następne, 281 i następne oraz odb. Warszawa 1820; przekł. rosyjski (1819)
4. Podróż z Berlina do Lipska, Lipsk 1821 (wiersz do H. Brezy)
5. Do pana Karola Lipińskiego po danym koncercie w Lipsku dnia 25 sierpnia 1821 r. przytomni rodacy z pożegnaniem, Lipsk 1821 (wiersz)
6. Rzecz o piórze pod względem jego budowy, różnic i użytku, „Popis publiczny uczniów Szkoły Wojewódzkiej Warszawskiej Ks. Ks. Pijarów”, Warszawa 1825[5] i odb.
7. Wiadomości z nauk przyrodzonych dla użytku Szkoły Guwernantek t. 1, Warszawa 1826[6]; także pt. Wiadomości z astronomii, fizyki, chimii(!) i mineralogii, Warszawa 1826
8. Książka dla dobrego chłopca ułożona... Dzieło wyłącznie przeznaczone do wprawienia małych dzieci w czytanie pism rozmaitych, Warszawa 1826
9. O nowym szczególnym gatunku pszczołowatego owadu, Warszawa 1826
10. Pobyt w ojczyźnie, Warszawa 1827 (wiersz adresowany do K. Milewskiego)
11. Historyczno-naturalne opisanie znaczniejszych zwierząt, menażerią Van Dinter z Amsterdamu składających, Warszawa 1827
12. Teoria gospodarowania wewnętrznego, czyli zbiór wiadomości potrzebnych gospodyniom, dla użytku instytutów żeńskich cz. 1, Warszawa 1828[7]; wyd. następne Warszawa 1837
13. O błędach przeciwko naukom przyrodzonym w dziełach rymotworców naszych, „Akt uroczysty zakończenia rocznego biegu nauk w Gimnazjum Warszawskim przy ulicy Leszno”, Warszawa 1836; wyd. następne „Biblioteka Warszawska” 1845 t. 3[8]
14. Wstęp do nauki gospodarowania, „Kalendarz powszechny na rok 1836”, Warszawa brak roku wydania i odb.
15. Description de quelques myriapodes en Pologne, Paryż 1839 (druk nienotowany przez Estreichera)
16. O turach i żubrach z okoliczności znalezienia niedawno czaszki wołu kopalnego w Pruszkowie w Płockiem, wyd. następne „Biblioteka Warszawska” 1845 t. 3
17. Rozprawa o ptakach, które wyginęły z okręgu ziemskiego, Warszawa 1845
18. Nazwiska monet u różnych narodów i w różnych wiekach używane, abecadłowo spisane i objaśnione przybliżonym porównaniem z dzisiejszymi pieniędzmi polskimi, Warszawa 1850[9]
19. Sprawozdanie z podróży naturalistów odbytej w r. 1854 do Ojcowa[10], 1855
20. Historia naturalna. Dzieło wskazujące pomoc do nauczenia się tej umiejętności, uważanej w głównych stanowiskach jej wzrostu t. 1, zeszyt 1, Warszawa 1859[11]
21. Atlas do nauki historii naturalnej... objaśniony nomenklaturą polską, łacińską i francuską..., Warszawa 1860
22. Pochwała hr. Konstantego Tyzenhauza w: Oologia ptaków polskich, Warszawa 1862 i odb. Warszawa 1862
23. Nouvelle espèce de salamandride, „Revue et Magazin de Zoologie... Recueil manuel”, Paryż 1876; fragmenty wyd. osobno, Fontainebleau 1876.

Liczne artykuły, rozprawy naukowe i popularyzatorskie, korespondencji i wspomnienia Wagi ogłaszano w czasopismach i wydawnictwach zbiorowych: „Encyklopedia obrazowa systematyczna” t. 1, Warszawa 1838; „Biblioteka Warszawska” (1841–1890, tu m.in.: Wzmianka o życiu i działach naturalisty naszego ks. Krzysztofa Kluka, 1843 t. 3; Pomnik Klukowi w Ciechanowcu, 1847 t. 4); „Magazyn Powszechny” (1838); „Pamiętnik Fizycznych, Matematycznych i Statystycznych Umiejętności” (1830); „Pamiętnik Naukowy” (1819); „Pamiętnik Warszawski” (1819); „Przegląd Naukowych Rozmaitości” (1844); „Przyjaciel Ludu” (1843); „Przyroda i Przemysł” (1879/1880); „Sylwan” (1823); „Tygodnik ilustrowany” (1865). Ponadto pisywał także do gazetki rękopiśmiennej panien Łuszczewskich „Pszczółka” (1848–1849), artykuły jego pióra do numeru z grudnia roku 1848 ogł. J.W. Gomulicki w przypisie do edycji Pamiętnika Deotymy (Warszawa 1968, s. 224–226).
Zbiór jego wierszy, pt. Sielanki, zachowany w rękopisie Lw. Państw. Nauk. Biblioteki (Zbiory Baworowskich sygn. 948/I – collectanea A. Grabowskiego).

### Przekłady
1. J.J. Virey: Historia obyczajów i zmyślności zwierząt t. 1–2, Warszawa 1844[12][13]
2. E. Milne-Edwards: Zoologia, Warszawa 1850.[14]

### Prace edytorskie
1. M. Cygański: Myślistwo ptasze, dzieło z XVI wieku, obejmujące wykład wszystkiego, co wówczas do ptasznictwa w Polszcze należało, a obok tego wymieniające rodzaje i gatunki ptaków krajowych. Teraz na nowo przedrukowane, z dodaniem przedmowy, objaśnień i przypisów A. Wagi, Warszawa 1842.

### Listy
1. Do M. Wiszniewskiego z 22 listopada 1842, z rękopisów Biblioteki Poturzyckiej ogł. „Kronika Rodzinna” 1886, s. 552
2. Do J. I. Kraszewskiego z roku 1852, rękopis: Biblioteka Jagiellońska sygn. 6483 IV, k. 41–42
3. Do K. W. Wójcickiego z roku 1858, rękopis: Biblioteka Jagiellońska sygn. 7833 IV, k. 126–127
4. Do H. Rzewuskiego 3 listy z lat 1859–1864, rękopis: Ossolineum sygn. 12044/III, poz. 1
5. Do księżnej... z 27 sierpnia 1862, rękopis: Ossolineum sygn. 9871/II, k. 75
6. Do Ambrożego Grabowskiego z roku 1866, rękopis: Ossolineum sygn. 12153/II, poz. 2, k. 31–34
7. Do W. Zawadzkiego z roku 1866, rękopis: Ossolineum sygn. 3456/II
8. Listy do A. Wagi, Konstantego Branickiego i Benedykta Dybowskiego, oprac. K. Kowalska, A. Mroczkowska, B. Zielińska, Wrocław 1964.

Jego notatniki i różne papiery zachowano w Instytucie Zoologicznym PAN, Oddział w Krakowie.

## Opracowania dot. twórczości Wagi
1. J. Bartoszewicz: Z notatnika pamiętniczego... 1842–1848, ogł. K. Bartoszewicz, „Przegląd Historyczny” t. 14 (1912)
2. F. S. Dmochowski: Wspomnienia od 1806 do 1830 r., Warszawa 1858; wyd. następne oprac. Z. Libera (Warszawa) 1959 „Biblioteka Pamiętnikarzy Polskich i Obcych”
3. F.M. Sobieszczański: „Encyklopedia powszechna” Orgelbranda, t. 25 (1867)
4. (Nekrologi): „Biblioteka Warszawska” 1890 t. 4; „Tygodnik Ilustrowany” 1890 t. 2, nr 48, s. 346; „Szkoła” 1890, s. 575
5. Życiorys, rękopis: Biblioteka PAN Kraków sygn. 1354
6. Deotyma-J.Łuszczewska: Pamiętnik 1834–1897, oprac. J.W. Gomulicki (Warszawa 1968)
7. W. Ogrodziński: Polskie przekłady Horacego, „Commentationes Horatianae” t. 2, Kraków 1935 i odb. (s. 154)
8. G. Brzęk: Złoty wiek ornitologii polskiej, Wrocław 1959
9. M. Straszewska: Czasopisma literackie w Królestwie Polskim w l. 1832–1848 cz. 2 (1840–1848), Wrocław 1959 „Instytut Badań Literackich. Studia Historyczno-Literackie” nr 23
10. T. Kozłowski: Polonica w czasopiśmie rosyjskim Wiestnik Jewropy, „Prace Polon.” seria XXIII (1967).